# Động đất Kumamoto 2019
Động đất Kumamoto 2019 (熊本地震 (2019年) (Hùng Bản địa chấn (2019 niên))) là trận động đất xảy ra vào lúc 18:10, ngày 3 tháng 1 năm 2019. Trận động đất có cường độ 5.1 richter (theo JMA), tâm chấn độ sâu khoảng 7 km. Trận động đất không có cảnh báo sóng thần, nhưng đã làm 4 người bị thương.